# Heptaptera colladonioides
Heptaptera colladonioides är en flockblommig växtart som beskrevs av Margot och Georges François Reuter. Heptaptera colladonioides ingår i släktet Heptaptera och familjen flockblommiga växter. Inga underarter finns listade i Catalogue of Life.